# Théâtre Artichoc
Le Théâtre Artichoc (ou Artisho(c)k, russe : Театр « ARTиШОК ») est une salle de théâtre expérimental indépendante située à Almaty au Kazakhstan,.

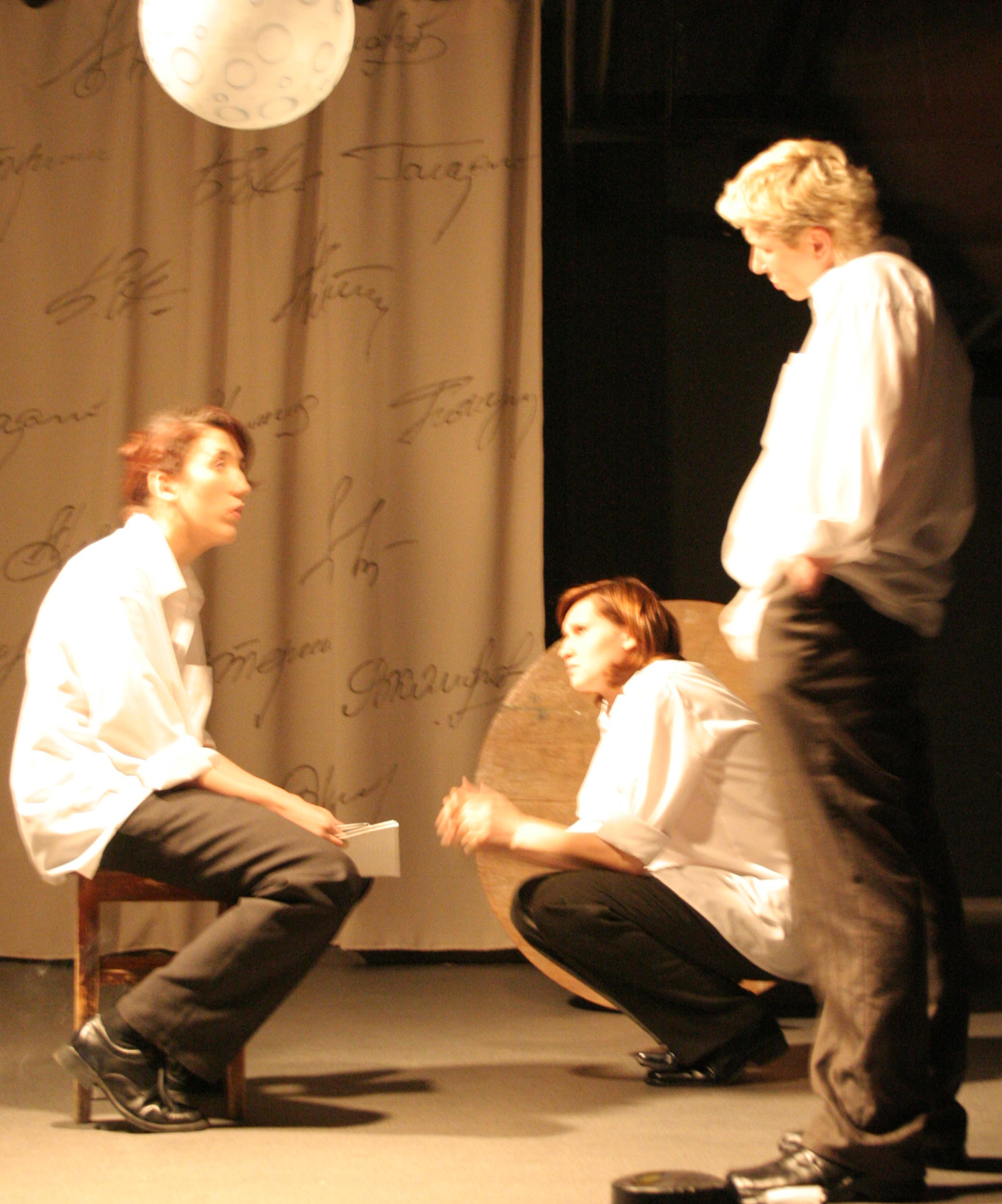
Une scène de la pièce Gagarine.

Elle est située au 49 rue Kunaeva.

## Histoire
En 2017, cinq jeunes artistes décident de quitter le théâtre officiel, et se lancent dans des interventions improvisées, sans salle, sans moyens. Parmi eux, Galina Pyanova.
En octobre 2017, la troupe participe au Festival International de Théâtre de Lyon (France), Sens interdits, avec la pièce documentaire Nord-est de Torsten Buchsteiner.